# 考德斯波特
考德斯波特（Coudersport）是美国宾夕法尼亚州波特县的一个自治市镇，是波特县的县城，位于阿勒格尼河沿岸，伊利南部以东约180公里处。 2010年人口普查中的人口为2,546人。

## 历史
考德斯波特和阿勒格尼港口火车站、考德斯波特历史区和波特县法院被列入国家史迹名录。

## 觀光景點
2014年重新開放的考德斯波特冰礦是當地著名的旅遊景點，這個洞穴於夏季時會形成冰錐，而在冬季時這些冰錐反而會溶化。